# Юдин, Александр Михайлович
Алекса́ндр Миха́йлович Ю́дин (22 марта 1931 года, Оренбургская область — 17 апреля 2009 года) — комбайнер совхоза «Чебеньковский» Оренбургской области, Герой Социалистического Труда.

## Биография
Родился 22 марта 1931 года в селе Каменно-Озерном Оренбургского района Оренбургской области. Русский. Осенью этого же года семья Юдиных переехала в соседнее село Всходы. Отец А. М. Юдина до войны был трактористом, а мать домохозяйкой. В 1943 году отец погиб на фронте. Александр, как старший ребёнок в семье, с 10 лет начал работать, сначала сторожил зернохранилище, как многие дети того времени. В 11 лет перешел на работу на зерноток и перевозил зерно на гужевом транспорте. Окончив 6 классов школы в поселке Чебеньки, поступил в училище механизации сельского хозяйства, на шестимесячные курсы комбайнеров. В 1949 году окончил учёбу и стал работать в совхозе, на водокачке, следил за работой двигателей.
В 1951 году был призван в Советскую Армию. Срочную службу проходил на Дальнем востоке, на острове Сахалине. Вернувшись после демобилизации домой в 1954 году, стал снова работать в совхозе. С 1955 году получил свой первый комбайн — прицепной агрегат «Талоин-6», со временем пересел на самоходный комбайн «СК-3». В дальнейшем в совершенстве овладел тракторами и комбайнами разных марок, добивался рекордных показателей.
За годы восьмой пятилетки достиг особенно высоких показателей. Среднегодовая выработка Юдина на подборе и обмолоте валков составляла 550 гектаров, на косовице — 333, намолот — 10 860 центнеров зерна. В 1968 году, работая на комбайне «СК — 3», А. М. Юдин намолотил 10 тысяч центнеров зерна и за это был награждён орденом Ленина. В 1970 году работая на комбайне «СК-4» он скашивал в среднем до 26 гектаров в день, а валки обмолачивал на площади 674 гектаров, получая 13817 центнеров зерна.
Указом Президиума Верховного Совета СССР от 8 апреля 1971 года за выдающиеся успехи, достигнутые в развитии сельскохозяйственного производства, и выполнение пятилетнего плана продажи государству продуктов земледелия и животноводства Юдину Александру Михайловичу присвоено звание Героя Социалистического Труда с вручением ордена Ленина и золотой медали «Серп и Молот».
А. М. Юдин явился одним из зачинателей социалистических соревнований семейных уборочных агрегатов — формы организации труда, которая способствовала передаче мастерства от поколения к поколению. В 1974 году он выступил с призывом: «Все семьей — на уборку урожая.» В звене А. М. Юдина работал сын Анатолий, окончивший Покровский сельскохозяйственный техникум и брат Николай, живший в Оренбурге, но не один год подряд приезжавший на уборку урожая. В 1976 году он был награждён орденом Октябрьской революции.
В 1977 году Юдин и его звено взяли обязательство намолотить на двух уборочных агрегатах 50 тысяч центнеров зерна. В то время они работали в совхозе «Боевой», в Саракташском районе, в Кваркенскои районе. В общем намолотили 40 тысяч центнеров. Не хватало ещё 10 тысяч, тогда их направили в Амурскую область собирать сою. Там они намолотили недостающие 10 тысяч центнеров и обязательство выполнили. Вернувшись, А. М. Юдин и его звено были удостоены звания лауреатов Государственной премии СССР.
Продолжал работать на комбайне, добиваясь хороших успехов, учил молодежь хлеборобскому делу. За штурвалом комбайна проработал 25 лет. Его последний комбайн, на котором он проработал 7 лет, установлен как памятник перед школой. На нём 25 звездочек, каждая из которых означает одну тысячу центнеров зерна.
В 1979 году перешел на должность заведующего машинным двором. В этот период он принял активное участие в жизни совхоза «Чебеньковский». В 1991 году оформился на пенсию, но продолжал работать ещё 10 лет и в конце 2000 года ушел на заслуженный отдых. Жил в поселке Чебеньки. До последних дней принимал активное участие в патриотическом воспитании подрастающего поколения.
Скончался 17 апреля 2009 года. Похоронен на кладбище посёлка Чебеньки.
Лауреат Государственной премии СССР. Почетный гражданин Оренбургского района.
Награждён двумя орденами Ленина, орденами Октябрьской Революции, медалями.
В центре посёлка Чебеньки в качестве памятника установлен комбайн СК-4, на котором он работал. В 2001 году после реорганизации сельскохозяйственной артели «Чебеньковской», хозяйство переименовали в СПК имени А. М. Юдина. Муниципальным образованием «Оренбургский район» учрежден именной Приз Героя Социалистического Труда А. М. Юдина, который ежегодно вручается лучшему молодому механизатору района.